# Jerd Mellander
Jerd (Gerd) Hildur Mellander gift Torjusen, född 30 september 1934 i Göteborg, död 24 juli 1992 i Ucklums församling, Göteborgs och Bohus län var en svensk skulptör.

## Biografi
Jerd Mellander var dotter till ingenjören Einar Mellander och Anna Karoline "Anncheen" Hautau samt från 1962 gift med konstnären och inredningsarkitekten Poul Torjusen (1926–1975). Mellander studerade vid Slöjdföreningens skola i Göteborg 1954–1958 och vid Gerlesborgsskolan i Bohuslän 1955 samt vid Valands målarskola i Göteborg, där hon senare även blev lärare. Hon studerade ett år i England samt under studieresor till bland annat Nederländerna, Tyskland och Italien. Hon har medverkat i Decemberutställningarna på Göteborgs konsthall och i samlingsutställningar på Mässhuset i Göteborg. Separat ställde hon ut på Göteborgs konstmuseum 1993. Hennes konst består av porträtt och figurstudier utförda i lera, gips eller järn. Hon har utfört altarskulpturen av den uppståndne Kristus i Bergsjöns kyrka.
Jerd Mellander är gravsatt i familjegraven på Västra kyrkogården, Göteborg.